# Tein Troost
Tein Troost, né le 15 janvier 2002 à Bréda aux Pays-Bas, est un footballeur néerlandais qui joue au poste de gardien de but au KSC Lokeren.

## Biographie

### En club
Né à Bréda aux Pays-Bas, Tein Troost est formé par le club de sa ville natale, le NAC Breda, avant de rejoindre en juillet 2018 le centre de formation du Feyenoord Rotterdam. Le 23 janvier 2019 il signe son premier contrat professionnel à l'age de 17 ans, le liant avec le club jusqu'en juin 2021.
Le 24 décembre 2020, Tein Troost prolonge son contrat avec le Feyenoord jusqu'en juin 2023, alors qu'il s'entraîne régulièrement avec l'équipe première.
Lors de l'été 2023, Tein Troost quitte le Feyenoord après cinq ans passés au club, sans jamais avoir joué avec l'équipe première, et rejoint librement le NAC Breda pour un contrat de trois ans, avec une année supplémentaire en option. Le transfert est annoncé le 2 mai 2023.

### En équipe nationale
Avec les moins de 17 ans, il participe au championnat d'Europe des moins de 17 ans en 2019. Lors de cette compétition, il est la doublure de Calvin Raatsie mais joue tout de même un match, le 9 mai contre la France (défaite 2-0 des Pays-Bas). Les Néerlandais remportent le tournoi en battant l'Italie en finale (4-2). Il est ensuite retenu pour participer à la coupe du monde des moins de 17 ans en 2019. Il ne joue toutefois aucun match durant ce tournoi.

## Palmarès
Pays-Bas -17 ans
- Championnat d'Europe des moins de 17 ans (1) :
  - Vainqueur : 2019.